# 캐시백 (텔레비전 프로그램)
《캐시백》(Cashback)은 대한민국에서 2020년 8월 25일부터 방영중인 텔레비전 프로그램이다. CJ ENM과 버님/머리 프로덕션(Bunim/Murray Productions)이 공동으로 포맷을 기획한 프로그램이다.

## MC
- 김성주
- 붐
- 김민아 (파일럿)